# 法沃尔斯基重排反应
Favorskii重排反应（Favorskii重排），常误写为Favorski重排反应，在醇钠、氢氧化钠、氨基钠等碱性催化剂存在下，α-卤代酮（α-氯代酮或α-溴代酮）失去卤离子，重排成具有相同碳原子数的羧酸酯、羧酸、酰胺的反应。
环酮反应得到少一个碳的环烷基羧酸。 使用的碱可以是氢氧根离子、醇盐负离子或胺，产物分别为羧酸、酯和酰胺。α,α'-二卤代酮在反应条件下消除HX生成α,β-不饱和羰基化合物。
环酮的反应如下，常用于合成张力较大的四元环体系。

## 反应机理
Favorskii重排反应的反应机理为：首先在氯原子另一侧形成烯醇负离子，负离子进攻另一侧的碳原子，氯离子离去，形成一个环丙酮并五元环的中间体。受氢氧根离子进攻，羰基打开，打开三元环，得到羧基邻位的碳负离子，最后获得一个质子得到产物。

## Favorskii光反应
该重排反应也可以是通过自由基机理进行的光化学反应。某些被对羟基苯乙酰基保护的磷酸酯（如ATP）反应，经过三线态双自由基3和具二酮结构的螺环化合物4，最终重排得到对羟基苯乙酸以及磷酸基团。